# Liechtensteiner-Cup 2016-2017
La Liechtensteiner-Cup 2016-2017, nota come FL1 Aktiv-Cup 2016-2017 per ragioni di sponsorizzazione, è stata la 72ª edizione della coppa nazionale del Liechtenstein, iniziata il 17 agosto 2016 e conclusasi il 24 maggio 2017 con la finale. Il Vaduz ha vinto la competizione per il quinto anno consecutivo.

## Date
| Turno            | Data                               |
| ---------------- | ---------------------------------- |
| Primo turno      | 17-23-24 agosto e 7 settembre 2016 |
| Secondo turno    | 27-28 settembre e 4 ottobre 2016   |
| Quarti di finale | 25-26 ottobre 2016                 |
| Semifinali       | 5-6 aprile 2017                    |
| Finale           | 24 maggio 2017                     |

## Squadre partecipanti
Tutte le 17 squadre partecipanti giocano nel campionato svizzero di calcio.
| Super League (primo livello) | 1ª Lega (quarto livello) | 2ª Lega (sesto livello) | 3ª Lega (settimo livello)             | 4ª Lega (ottavo livello)                   | 5ª Lega (nono livello)                                            |
| Vaduz                        | Balzers Eschen/Mauren    | Triesen Vaduz II        | Balzers II Ruggell Schaan Triesenberg | Eschen/Mauren II Schaan Azzurri Triesen II | Balzers III Eschen/Mauren III Ruggell II Schaan II Triesenberg II |

## Primo turno
| Squadra 1        | Risultato | Squadra 2         |
| ---------------- | --------- | ----------------- |
| 17 agosto 2016   |           |                   |
| Schaan III       | 1 - 4     | Eschen/Mauren III |
| 23 agosto 2016   |           |                   |
| Schaan Azzurri   | 1 - 2     | Ruggel            |
| 24 agosto 2016   |           |                   |
| Eschen/Mauren II | 3 - 0     | Triesenberg II    |
| 7 settembre 2016 |           |                   |
| Triesen          | 1 - 5     | Balzers           |

## Secondo turno
Al secondo turno accedono le cinque squadre vincitrici il primo turno e le tre squadre ammesse direttamente al secondo turno (FC Blazers III, FC Ruggell, FC Triesen ed FC Treisenberg).
| Squadra 1         | Risultato | Squadra 2      |
| ----------------- | --------- | -------------- |
| 27 settembre 2016 |           |                |
| Eschen-Mauren II  | 0 - 3     | FC Balzers     |
| 28 settembre 2016 |           |                |
| FC Balzers III    | 0 - 2     | FC Ruggel      |
| Eschen/Mauren III | 0 - 7     | FC Triesenberg |
| 4 ottobre 2016    |           |                |
| FC Ruggel II      | 0 - 1     | Triesen        |

## Quarti di finale
Ai quarti di finale accedono le quattro squadre vincenti il secondo turno e le quattro semifinaliste dell'edizione 2015-2016 (Eschen/Mauren, FC Balzers II, Vaduz e FC Schaan).
| Squadra 1       | Risultato | Squadra 2     |
| --------------- | --------- | ------------- |
| 25 ottobre 2016 |           |               |
| FC Balzers      | 0 - 4     | Eschen/Mauren |
| Ruggel          | 0 - 11    | Vaduz         |
| Triesenberg     | 3 - 1     | Schaan        |
| 26 ottobre 2016 |           |               |
| FC Balzers II   | 0 - 2     | Triesen       |

## Semifinali
| Squadra 1     | Risultato | Squadra 2     |
| ------------- | --------- | ------------- |
| 5 aprile 2017 |           |               |
| Triesenberg   | 2 - 4     | Eschen/Mauren |
| 6 aprile 2017 |           |               |
| Triesen       | 0 - 18    | Vaduz         |

## Finale
| Eschen 24 maggio 2017, ore CEST | Eschen/Mauren | 1 – 5 referto | Vaduz | Sportpark Eschen-Mauren |